# Watkinsville
Watkinsville es un pueblo ubicado en el condado de Oconee en el estado estadounidense de Georgia. En el censo de 2000, su población era de 2.097.

## Demografía
En el 2000 la renta per cápita promedia del hogar era de $45,729, y el ingreso promedio para una familia era de $55,170. El ingreso per cápita para la localidad era de $20,968. Los hombres tenían un ingreso per cápita de $32,295 contra $26,168 para las mujeres.

## Geografía
Watkinsville se encuentra ubicado en las coordenadas 33°51′46″N 83°24′29″O / 33.86278, -83.40806 (33.862818, -83.408094).
Según la Oficina del Censo, la localidad tiene un área total de 8,3 km² (3,2 mi²), de la cual 8,3 km² (3,2 mi²) es tierra y 0 km² (0 mi²) (0.00%) es agua.